# PGC 52128
LEDA/PGC 52128 ist eine Spiralgalaxie vom Hubble-Typ Sb mit aktivem Galaxienkern im Sternbild Drache am Nordsternhimmel. Sie ist schätzungsweise 921 Millionen Lichtjahre von der Milchstraße entfernt und hat einen Durchmesser von etwa 250.000 Lichtjahren.
Im selben Himmelsareal befinden sich unter anderen die Galaxien PGC 52081, PGC 52091, PGC 52184, PGC 2590104.